# Німріц
Німріц (нім. Nimritz) — громада в Німеччині, розташована в землі Тюрингія. Входить до складу району Заале-Орла. Складова частина об'єднання громад Оппург.
Площа — 2,12 км2. Населення становить 336 ос. (станом на 31 грудня 2021).